# Miranda Raison

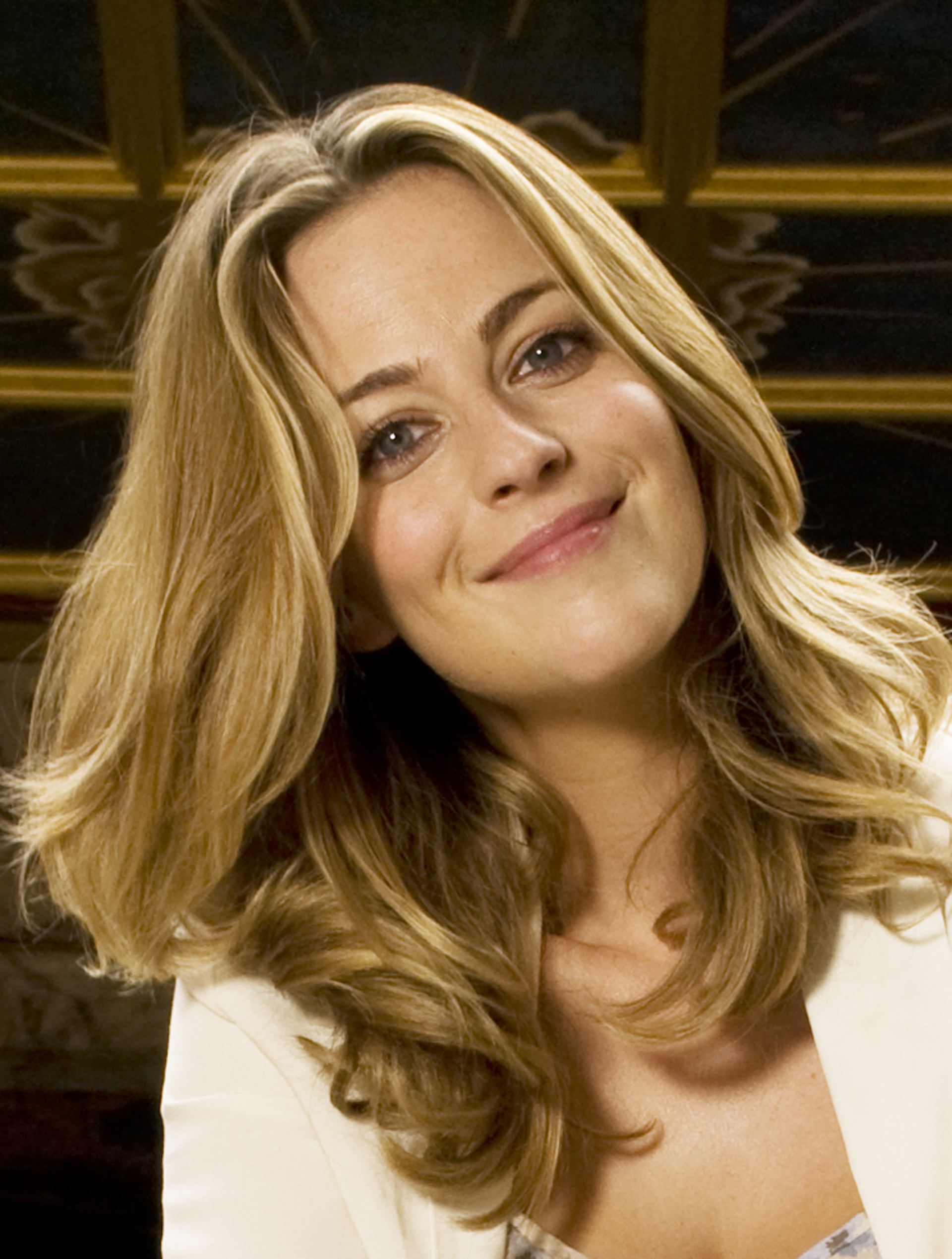
Miranda Raison (2013)

Miranda Caroline Raison (* 18. November 1977 in Burnham Thorpe, Norfolk) ist eine britische Film- und Theaterschauspielerin, bekannt durch die Rolle der Jo Portman in der BBC-One-Fernsehserie Spooks – Im Visier des MI5.

## Leben
Miranda Raison wurde in Burnham Thorpe, Norfolk geboren. Ihr Vater Nick Raison ist Jazz-Pianist und Künstler, ihre Mutter Caroline Raison war bei dem Sender Anglia Television Nachrichtensprecherin.
Raison hat zwei Brüder und zwei Schwestern: Ed, der Mitglied der Musikband Lost Levels ist, sowie Rosie, Sam und May. Ihre Eltern trennten sich, als sie fünf Jahre alt war. Ihr Vater hat wieder geheiratet und lebt an der Küste von Suffolk. Sie besuchte mehrere Internate, u. a. die traditionsreiche, elitäre Gresham’s School und die Stowe School.
Raison besuchte die Webber Douglas Academy of Dramatic Art, die führende Schauspielschule Londons.

## Karriere

### TV und Theater
Miranda Raison wurde bekannt durch die Verkörperung der Jo Portman in der BBC-One-Fernsehserie Spooks – Im Visier des MI5, die sie von 2005 bis 2010 spielte.
Im April 2007 war sie in zwei Folgen von Doctor Who, Daleks in Manhattan und Evolution of the Daleks, in kleineren Auftritten zu sehen. Die Figur Tallulah, ein Show-Girl, tanzt nach der Musik ihres Vaters, Nick Raison. Nick Raison begleitet die Tanzszene auf seinem Klavier und ist Mitglied des BBC National Orchestra of Wales. Ein Gastauftritt in der vierten Folge von Totally Doctor Who folgte.
2007 erschien Raison in sechs Episoden der Channel-4-Serie Comedy Showcase von Plus One neben Duncan James, Rory Kinnear und Nigel Harman. In dem ITV1-Comedy-Drama Married Single Other erhielt sie 2010 die Hauptrolle des Models Abbey.
2010 spielte Raison die Titelrolle in Anne Boleyn, einem preisgekrönten Theaterstück von Howard Brenton, den sie als Drehbuchautor der BBC-Serie Spooks – Im Visier des MI5 kannte. Das Stück wurde am 24. Juli 2010 am Globe Theatre uraufgeführt. In der gleichen Globe-Saison spielte sie die Anne Boleyn auch in Henry VIII. von William Shakespeare.
2011 war sie in der dreiteiligen Komödie Sugartown und in der Krimi-Komödie Death in Paradise zu sehen. Im selben Jahr spielte sie die Rolle der Isolde in der vierten Staffel der BBC-Serie Merlin – Die neuen Abenteuer, und zwar in den Episoden 12 und 13 (The Sword in the Stone, Teil I und II).
Auf der Bühne spielte Raison 2011 wieder die Titelrolle in Brentons Anne Boleyn. Alle Vorstellungen waren ausverkauft. Seit August 2012 spielt sie die Rolle erneut vor ausverkauften Haus.
2012 war Raison in der ersten Episode von Dirk Gently als Kate und in sechs Folgen der zweiten Staffel der Fernsehserie Vexed zu sehen.

### Film
Raison trat 2005 neben Scarlett Johansson in Woody Allens Film Match Point und 2006 an der Seite von Ralph Fiennes in dem Drama Land of the Blind auf. Nach diesen Filmprojekten erhielt sie ihren Abschluss an der Webber Douglas Academy of Dramatic Art.

### Sprechrollen
2005 war Raison in der BBC Radio 4-Radio-Comedy-Serie Deep Trouble als Petty Officer Lucy Radcliffe zu hören.
Im Computer-Rollenspiel Dragon Age 2 synchronisierte sie die Figur Cassandra Pentaghast.
Raison wirkte an zwei weiteren Hörspielen mit den Audiobook-Titeln The Davros Mission und The Wreck of the Titan mit, basierend auf der Fernsehserie Doctor Who von Big Finish Productions.
Weiterhin hat sie den Roman The Book of Doors von Gareth Brown vertont.
Seit 2014 spricht sie in Thomas & seine Freunde die französische Schmalspurlok Millie sowie die Bahnhofsdurchsage des Hauptbahnhofes von Knapford.

## Persönliches
Im September 2007 heiratete Miranda Raison in Aldeburgh ihren Spooks-Schauspielerkollegen Raza Jaffrey, kurz nachdem er die Serie verlassen hatte. Im Juli 2009 kündigten sie ihre Trennung an und ließen sich scheiden. Im November 2009 begann sie eine Beziehung mit ihrem Married-Single-Other-Kollegen Ralf Little, die im Februar 2013 wieder endete.
2017 heiratete sie erneut und bekam im selben Jahr eine Tochter. Im Sommer 2022 brachte Raison ihr zweites Kind zur Welt.
Raison spielt Golf und ist aktives Mitglied im Aldeburgh Golf Club.

## Filmografie (Auswahl)
- 2000: Sunburn (Fernsehserie, 1 Folge)
- 2001: Dark Realm (Fernsehserie, 1 Folge)
- 2001: Perfect Strangers (Fernsehserie, 3 Folgen)
- 2002: Inspector Lynley (Fernsehserie, 1 Folge)
- 2001–2003: Emmerdale (Fernsehserie, 2 Folgen)
- 2003: The Private Life of Samuel Pepys (Fernsehfilm)
- 2003: Holby City (Fernsehserie, 1 Folge)
- 1999–2004: Heartbeat (Fernsehserie, 2 Folgen)
- 2004: The Deal
- 2005: Coming Up (Fernsehserie, 1 Folge)
- 2005: Deuce Bigalow: European Gigolo
- 2005: Match Point
- 2006: Nostradamus (Fernsehfilm)
- 2006: Land of the Blind
- 2007: Comedy Showcase (Fernsehserie, 1 Folge)
- 2007: Doctor Who (Fernsehserie, 2 Folgen)
- 2008: Die Katze im Taubenschlag (Agatha Christie’s Poirot; Fernsehserie, Folge: Cat Among the Pigeons)
- 2008: Heavenscent
- 2005–2009: Spooks – Im Visier des MI5 (Fernsehserie, 37 Folgen)
- 2009: Plus One (Fernsehserie, 5 Folgen)
- 2010: Married Single Other (Fernsehserie, 6 Folgen)
- 2011: Merlin – Die neuen Abenteuer (Fernsehserie, 2 Folgen)
- 2011: Death in Paradise (Fernsehserie, Staffel 1 Folge 4)
- 2011: My Week with Marilyn (Fernsehserie, 12 Folge)
- 2011: Sugartown (Fernsehserie, 3 Folgen)
- 2012: Vexed (Fernsehserie, 6 Folgen)
- 2012: Dirk Gently (Fernsehserie, 1 Folge)
- 2012: Sindbad (Fernsehserie, 1 Folge)
- 2013: Lewis – Der Oxford Krimi (Lewis, Fernsehserie, 1 Doppelfolge)
- 2014: I Am Soldier
- 2015: AfterDeath
- 2015–2017: Spotless (Fernsehserie, 12 Folgen)
- 2017: Solange ich atme (Breathe)
- 2017: Mord im Orient Express (Murder on the Orient Express)
- 2018: Nightflyers (Fernsehserie, 6 Folgen)
- 2019: Widow’s Walk
- 2019–2023: Warrior (Fernsehserie, 23 Folgen)
- 2020: Artemis Fowl
- 2022:	Dragon Age (Fernsehserie, 1 Folge)
- 2022–2024: Sister Boniface Mysteries (Fernsehserie, 12 Folgen)

## Computerspiele
- 2010: Apache: Air Assault, als Lieutenant Sandra Lansing
- 2011: Renegade Ops, als Natasha
- 2011: Dragon Age 2, als Cassandra
- 2014: Dragon Age: Inquisition, als Cassandra Pentaghast